# ففان

فِفان سومین آبخوست مسکونی بزرگ در تالاب چوک، ایالات فدرال میکرونزی است. با مساحت ۱۳٫۲ کیلومتر مربع (۵٫۱ مایل مربع) بر پایه سرشماری سال ۱۹۸۰، نزدیک به ۳۰۰۰ نفر در آن زندگی می‌کنند. بخشی از این آبخوست از تپه‌هایی با بلندای ۲۹۸ متر پوشیده شده است.

## آموزش و پرورش
وزارت آموزش و پرورش ایالت چوک مدرسه‌های دولتی در این منطقه را مدیریت می‌کند.
دبیرستان نامونئآس جنوبی در آبخوست فِفان قرار دارد.